# GRUXOMOR

## Биография
хз, еблан просто какой-то.